# PLATO (tàu vũ trụ)
PLAnetary Transits and Oscillations of stars (PLATO) là một kính viễn vọng không gian đang được Cơ quan Vũ trụ châu Âu phát triển để phóng vào năm 2026. Mục tiêu của nhiệm vụ là tìm kiếm các hành tinh quá cảnh trên một triệu ngôi sao, và khám phá và mô tả các hành tinh ngoài hệ mặt trời đá xung quanh các ngôi sao lùn vàng (như mặt trời của chúng ta), các ngôi sao siêu phàm và sao lùn đỏ. Trọng tâm của nhiệm vụ là các hành tinh giống như trái đất trong vùng có thể ở được xung quanh các ngôi sao giống như mặt trời nơi nước có thể tồn tại ở trạng thái lỏng. Đây là sứ mệnh hạng trung thứ ba trong chương trình Tầm nhìn Vũ trụ của ESA và được đặt theo tên của nhà triết học Hy Lạp có ảnh hưởng Plato, nhân vật sáng lập của triết học, khoa học và toán học phương Tây. Mục tiêu thứ yếu của nhiệm vụ là nghiên cứu các dao động của sao hoặc hoạt động địa chấn ở các ngôi sao để đo khối lượng sao và tiến hóa và cho phép mô tả chính xác ngôi sao chủ hành tinh, bao gồm cả tuổi của nó.

## Lịch sử
PLATO lần đầu tiên được đề xuất vào năm 2007 cho Cơ quan Vũ trụ châu Âu (ESA) bởi một nhóm các nhà khoa học để đáp lại lời kêu gọi của chương trình Tầm nhìn Vũ trụ 2015-2025 của ESA. Giai đoạn đánh giá được hoàn thành trong năm 2009 và vào tháng 5 năm 2010, nó đã bước vào Giai đoạn Định nghĩa. Sau một lần yêu cầu đấu thầu các nhiệm vụ vào tháng 7 năm 2010, ESA đã chọn vào tháng 2 năm 2011 bốn ứng cử viên cho một nhiệm vụ hạng trung (nhiệm vụ M3) cho một cơ hội ra mắt vào năm 2024. PLATO đã được công bố vào ngày 19 tháng 2 năm 2014 với tư cách là sứ mệnh khoa học của lớp M3 được chọn để thực hiện như là một phần của Chương trình Tầm nhìn Vũ trụ. Các khái niệm cạnh tranh khác đã được nghiên cứu bao gồm bốn nhiệm vụ ứng cử viên EChO, LOFT, MarcoPolo-R và STE-QUEST.
Vào tháng 1 năm 2015 ESA đã chọn Thales Alenia Space, Airbus DS và OHB System AG để thực hiện ba nghiên cứu pha B1 song song để xác định các khía cạnh hệ thống và hệ thống con của PLATO, đã hoàn thành vào năm 2016. Vào ngày 20 tháng 6 năm 2017, ESA đã áp dụng PLATO  trong Chương trình Khoa học, điều đó có nghĩa là nhiệm vụ có thể chuyển từ kế hoạch chi tiết sang xây dựng. Trong những tháng tới, ngành công nghiệp sẽ được yêu cầu thực hiện đấu thầu để cung cấp nền tảng cho tàu vũ trụ này.